# GBU-57 MOP
GBU-57 MOP (Massive Ordnance Penetrator) je americká přesně naváděná letecká puma určená k ničení silně zpevněných podzemních cílů, často označovaná jako „bunker buster“. Vyvinuta byla společností Boeing pro Letectvo Spojených států amerických.  Váží přibližně 30 000 liber (13 600–14 000 kg). Délka bomby činí 6,2 metru. Kvůli její velikosti a hmotnosti ji v současnosti dokáže přepravit pouze strategický bombardér Northrop B-2 Spirit.

## Historie vývoje
Impuls k vývoji nové, účinnější průbojné munice přišel po americké invazi do Iráku v roce 2003. Analýza útoků na irácké bunkry ukázala, že tehdejší typy bomb – jako GBU-28 – byly nedostatečné. Agentura pro snižování hrozeb obrany (DTRA) proto spustila projekt nové hluboko pronikající bomby.
V roce 2004 oslovilo USAF obranné dodavatele s požadavkem na vývoj bomby schopné prorazit masivní podzemní cíle. Vznikl tak koncept „Big BLU“ – kolekce těžkých zbraní, kam kromě GBU-57 spadá i známá GBU-43/B MOAB („Mother of All Bombs“). GBU-57 byla vyvíjena výzkumným centrem USAF v Eglin Air Force Base a navržena tak, aby ji bylo možné nasadit z B-2 Spirit, později i z B-21 Raider. První testy MOP probíhaly v roce 2007 v podzemních tunelech White Sands Missile Range a na testovací dráze v Holloman AFB. B-2 byla upravena tak, aby unesla dvě takto těžké bomby. Původní plán počítal s nasazením v roce 2010, ale kvůli zpoždění testů a financování se první dodávky uskutečnily až v roce 2011. Do konce roku 2015 bylo USAF dodáno nejméně 20 bomb. Vývoj pokračoval i nadále – v roce 2019 byly objednány nové komponenty a vylepšení.

## Konstrukce a vlastnosti
Základem bomby je tělo BLU-127, které využívá modulární konstrukci umožňující budoucí úpravy. Výbušná nálož se skládá z 4 590 liber výbušniny AFX-757 a 752 liber polymerové PBX výbušniny (PBXN-114) – dohromady přes 2 400 kg. Opláštění je z extrémně odolné slitiny Eglin steel, která umožňuje hluboký průnik do betonu a horniny bez destrukce před výbuchem. Bombu navádí integrovaný GPS/INS systém, což jí umožňuje zasáhnout cíl s vysokou přesností – bez potřeby přídavných naváděcích balíků (např. JDAM). K odpalu dochází až poté, co bomba detekuje zastavení pohybu, nikoliv při průletu cílem. K tomu slouží tzv. Large Penetrator Smart Fuze (LPSF) – chytrá zapalovací pojistka, která reaguje na hloubku a prostředí zásahu. Stabilizaci během letu zajišťují mřížková křidélka (grid fins), která umožňují lepší manévrovatelnost při vysokých rychlostech a zároveň se dají sklopit pro přepravu v pumovnici.

## První bojové nasazení
K prvnímu ostrému použití GBU-57 MOP došlo 22. června 2025 během náletu Spojených států na íránská jaderná zařízení. Sedm bombardérů B-2 Spirit svrhlo čtrnáct bomb – dvanáct na Fordowský závod na obohacování uranu, dvě na zařízení v Natanzu. Podle amerického generála Dana Cainea, předsedy Sboru náčelníků štábů, byly oba objekty vážně poškozeny.